# Raszelki
Raszelki – wieś w Polsce, położona w województwie łódzkim, w powiecie sieradzkim, w gminie Warta.
| SIMC    | Nazwa     | Rodzaj    |
| ------- | --------- | --------- |
| 0715740 | Bednarzec | część wsi |
| 0715756 | Gozdy     | część wsi |
| 0715779 | Józefka   | część wsi |
| 0715762 | Piece     | część wsi |

W latach 1975–1998 miejscowość administracyjnie należała do województwa sieradzkiego.